# Ерекешов, Абубакир Ерекешович
Абубакир Ерекешович Ерекешов (каз. Әбубәкір Ерекешов; 10.11.1946, аул Козжетпес Аральского района, Кызылординская область, КазССР, СССР — 17 апреля 2012, Астана, Казахстан) — советский и казахский учёный, врач, доктор медицинских наук (2001), профессор (2003). Лауреат Государственной премии Казахстана в области науки, техники и образования (1999).

## Биография
Родился в 1946 году в ауле Кожетпес в семье рыбака. В 1970 году окончил педиатрический факультет Алма-Атинского государственного медицинского института.
В 1970—1972 годах служил в должности военного врача в рядах Советской Армии в Воронеже и Ижевске, после 2 года работал детским хирургом в городской детской клинической больнице. В 1974—1985 годах работал ординатором и заведующим детским хирургическим отделением областной детской больницы в Алма-Ате.
В 1983 году ему вручили нагрудный знак за внедрение изобретения созданного после 20 августа 1973 года (выдаётся каждому соавтору внедрённого изобретения) «Изобретатель СССР».
С 1985 по 1988 год работал главным хирургом Алма-Атинской области.
В 1986 году защитил кандидатскую диссертацию на тему «Лечение над- и чрезмыщелковых переломов плечевой кости у детей», в том же году был награждён знаком «Отличник здравоохранения СССР».
В 1988—1991 годах — заместитель главного врача по хирургии, после — главврач городской детской клинической больницы г. Алма-Ата. С 1991 по 1995 год работал сначала ассистентом, а затем доцентом кафедры детской хирургии КазНМУ им. С. Д. Асфендиярова. С 1995 по 2001 г. — заведующий курсом детской хирургии АГИУВ г. Алматы. С 1995 года был главным внештатным детским ортопедом-травматологом Министерства здравоохранения Республики Казахстан.
В 1999 г. А. Е. Ерекешову за цикл работ 1974—1998 гг. «Новые технологии диагностики и лечения в травматологии и ортопедии детского возраста» была присуждена Государственная премия Республики Казахстан в области науки, техники и образования.
В 2000 году защитил докторскую диссертацию на тему «Клинико-патогенетическое обоснование и разработка новых методов лечения переломов плечевой кости у детей» по специальности 14.00.35 «Детская хирургия».
С 2001 года — заведующий кафедрой детской хирургии АО «Медицинский университет Астана» (г. Астана). В 2003 году присвоено звание профессора.
Умер после продолжительной болезни 17 апреля 2012 года.

## Семья
Старший брат, 4 младших брата, сестра. Жена Раушан (анестезиолог-реаниматолог), сын Асылжан (детский хирург), внуки

## Признание и награды
- Нагрудный знак «Қазақстан Республикасы денсаулық сақтау ісінің үздігіне» (2006).
- Нагрудный знак «Құрметті ұстаз» (2009).
- Признан лучшим профессором Медицинского университета Астаны (2010).
- Нагрудный значок «Денсаулық сақтау ісіне қосқан үлесі үшін»[2].

## Научная работа
Научные труды посвящены детской травматологии. Разработал хирургические методы лечения перитонита, последствий воспаления лёгких.
А. Е. Ерекешов участвовал в работах IV—VI российских конгрессов «Современные технологии в педиатрии и детской хирургии», в международных конференциях и конгрессах по актуальным проблемам детской хирургии и ортопедии-травматологии, а с 2005 г. — в работе российских научных
студенческих конференций «Актуальные вопросы хирургии, анестезиологии реаниматологии детского возраста».
Член Международной ассоциации ортопедов-травматологов (SICOT) и Российской ассоциации детских хирургов и Международной ассоциации врачей.
Под руководством профессора А. Е. Ерекешова защищено 19 кандидатских и 1 докторская диссертация. Руководил работами 18 соискателей (3 докторских и 15 кандидатских диссертаций).
Под редакцией А. Е. Ерекешова изданы две монографии и 12 учебно-методических пособий на казахском и русском языках, опубликовано более 200 научных работ по актуальным проблемам детской хирургии, он имеет 45 патентов Казахстана на изобретения.
Некоторые труды:
- Неотложная и абдоминальная хирургия, А., 1998;
- Торакальная хирургия, А., 1998;
- Организация ортопедо-травматологической службы, А., 1998.